# Polifite
La polifite è un minerale del supergruppo della seidozerite scoperto nel 1992.